# Liolaemus dicktracyi
Espèce
Statut de conservation UICN

 VU D2 : Vulnérable
Liolaemus dicktracyi est une espèce de sauriens de la famille des Liolaemidae.

## Répartition
Cette espèce est endémique de la province de La Rioja en Argentine. Elle se rencontre entre 2 600 et 2 800 m d'altitude.

## Étymologie
Cette espèce est nommée en l'honneur de Richard Tracy.

## Publication originale
- Espinoza & Lobo, 2003 : Two new species of Liolaemus lizards from northwestern Argentina: speciation within the Northern subclade of the elongatus group (Iguania: Liolaemidae). Herpetologica, vol. 59, no 1, p. 89-105.